# STS-81
إس تي إس-81 (بالإنجليزية: STS-81)‏ الرحلة الحادية والثمانون ضمن برنامج مكوك الفضاء لوكالة ناسا، والرحلة الثامنة عشر على متن مكوك الفضاء أتلانتيس، انطلقت الرحلة في 12 يناير 1997 من مركز كينيدي للفضاء ، وهبطت بتاريخ 22 يناير في مركز كينيدي للفضاء أيضاً، بعد عشرة أيام وأربع ساعات مكثتها الرحلة في الفضاء ، تم خلال الالتحام مع محطة مير الروسية ونقل امدادات لها بعد عملية سير في الفضاء، وإجرآء تجارب في مجالات التكنولوجيا الحديثة، علوم الأرض، الأحياء، علوم الحياة البشرية، الجاذبية، وعلوم الفضاء، بلغ عدد الرواد المشاركين في الرحلة سبعة رواد.